# 무지의 골짜기

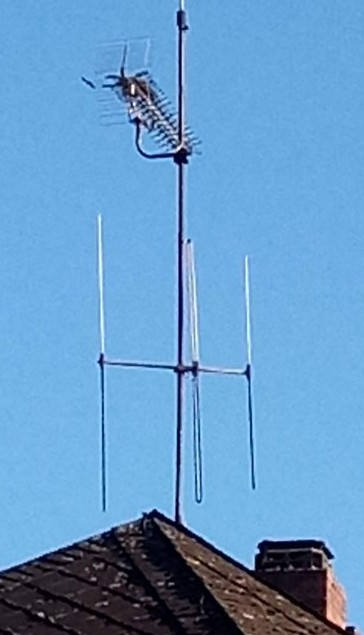
서독 방송을 수신하기 위해 사용했던 옥센코프 안테나(Ochsenkopfantenne)

동독 내 서독 방송의 가시청 권역

무지의 골짜기(독일어: Tal der Ahnungslosen 탈 데어 아눙슬로젠[*])는 동독에서 ARD나 ZDF 같은 서독 TV 및 라디오 시청이 지형적인 이유로 불가능했거나 어려웠던 지역을 자조적으로 일컫는 표현이다. 원래는 드레스덴 엘베강 유역 일대를 가리키는 말이었으나, 서독 방송 시청이 불가능한 다른 지역인 포어포메른(그라이프스발트 일대) 및 작센주 동부(특히 오버라우지츠 일대)로도 확대되었다. 특히 작센주 동부는 산악 지형으로 인하여 서독 방송 수신이 어려웠다. 동독인들은 농담 삼아 ARD라는 단어의 뜻이 'Außer Rügen und Dresden'(뤼겐섬과 드레스덴 제외') 또는 'Außer Raum Dresden'(드레스덴 일대 제외)이라고 일컬었다. 동독의 다른 지역에서도 지형적인 문제로 서독 방송이 수신 불가능한 곳이 있었기 때문에, 이들 지역에서는 서독 방송 수신을 위하여 주민들끼리 안테나계를 구성하기도 했다.
무지의 골짜기 지역 내에 있는 사람들은 당시 동독 정권의 검열을 통과해야만 했던 동독 방송만 수신할 수 있었기 때문에 독일 국내외 사정에 밝지 못한 사람들로 일컬어졌다. 이들은 동독 인구의 약 15%를 차지했다. 서독 방송 측에서는 동독 내에서 최대한 많은 지역을 가시청권으로 두기 위해 서베를린 및 동서독 경계 인근에서 고출력 수신기를 높이 설치하고 더 멀리 주파수를 보낼 수 있는 저주파로 설정하는 등의 조치를 취했다. 바이에른 북부에 있었던 옥센코프(Ochsenkopf)산에 설치된 송신소는 동독 남부를 대상으로 했으며, 여기서 송출된 수직 지향성 61~68 MHz 전파를 수신하려면 특수한 형태의 긴 안테나가 필요했다. 동독에서는 이를 옥센코프 안테나(Ochsenkopfantenne)로 불렀으며, 외관상으로도 식별하기 쉬웠기 때문에 자유독일청년단에서는 이를 제거의 대상으로 삼기도 했다.
이 단어는 현대 독일에서도 이동통신 전파가 잘 수신되지 않거나 광대역 인터넷을 사용할 수 없는 곳을 가리킬 때 사용되기도 한다.

## 효과
토니 주트는 1980년대 중반에 동독 정부에서 서독과 드레스덴 일대를 케이블로 연결하여, 이 지역 주민들이 서독 방송을 집에서 수신하게 하여 서독으로 이주를 줄일 수 있을 것이라고 했다. 반면 Kern, Hainmueller의 연구에 의하면 동독의 슈타지에서 파악한 정보에서는 서독 방송 수신이 불가능한 지역의 주민은 다른 동독 주민들보다 체제에 불만족하는 비율이 높았고, 국외여행허가(Ausreiseantrag)를 신청하는 비율도 높았다. 저자는 당시 서독 방송을 동독 체제 비판보다는 약간의 현실도피를 겸한 오락용으로 받아들였기 때문이라고 지적했다. 서독 방송을 보면서 현실의 고통을 해소할 수 있었기 때문에 동독 사회주의통일당 체제를 안정적으로 유지할 수 있었다. 또 다른 가설은 동독에서는 신뢰할 수 있는 뉴스가 충분하지 않았기 때문에 서독을 이상향으로 받아들이면서 동독 정권에 대한 불만족이 늘어났다는 것이다. 그러나 통계적으로 의미 있는 결과를 도출하지 못했기 때문에 이들은 서독 방송의 주된 기능을 오락으로 결론내렸다.
Bönisch, Hyll의 연구에 의하면 서독 방송에서는 핵가족을 위주로 방송하고 있었기 때문에 서독 방송을 수신할 수 없었던 지역의 출산률이 더 높았다.
독일 통일 이후에도 서독 방송을 시청하지 않았던 곳의 주민은 인생의 성공에는 노력보다는 운이 더 크게 작용할 것이라는 기대를 가지고 있다.

## 참조
1. ↑  “Tal der Ahnungslosen”. 《DWDS – Digitales Wörterbuch der deutschen Sprache, dwds.de》. 2024. 2024년 3월 26일에 확인함.
2. ↑  Tony Judt, Postwar: A History of Europe Since 1945, 2006, paperback ISBN 0143037757, p. 699.
3. ↑  Kern, H. L., & Hainmueller, J. (2009). Opium for the masses: How foreign media can stabilize authoritarian regimes. Political Analysis, 17(4), 377–399.
4. ↑  Mischa Hansel: Internationale Beziehungen im Cyberspace : Macht, Institutionen und Wahrnehmung, Springer Fachmedien Wiesbaden GmbH, 2012, ISBN 978-3-658-00227-5 (Dissertation)
5. ↑  Peter Bönisch & Walter Hyll, 2015. "Television Role Models and Fertility: Evidence from a Natural Experiment," SOEPpapers on Multidisciplinary Panel Data Research 752, DIW Berlin, The German Socio-Economic Panel (SOEP), http://hdl.handle.net/10419/110259.
6. ↑  Hennighausen, Tanja (October 2012). Exposure to Television and Individual Beliefs: Evidence from a Natural Experiment (PDF) (보고서). Zentrum für Europäische Wirtschaftsforschung GmbH. Discussion Paper No. 12-078.

- Hans-Jörg Stiehler: Leben ohne Westfernsehen: Studien zur Medienwirkung und Mediennutzung in der Region Dresden in den 80er Jahren (= Media-Studien. Bd. 9). Leipziger Universitätsverlag, Leipzig 2001, ISBN 3-935693-57-5.